# Piteå IF (femenino)
El Piteå Idrottsförening Dam es la sección femenina del Piteå IF, un club de fútbol sueco. Viste de rojo, y juega en la Damallsvenskan, en el LF Arena de Piteå, al noreste del país.

## Historia
El Piteå IF, fundado en 1918, creó su sección femenina en 1985. 
En 2009 debutó en la Damallsvenskan. Descendió, pero regresó a la primera. Su mejor resultado es un 7º puesto en 2013.

## Exjugadoras internacionales
- Lydia Williams
- Kaylyn Kyle, Stephanie Labbé, Carmelina Moscato, Melissa Tancredi, Brittany Tymko
- Fiona O'Sullivan
- Hallbera Gisladottir
- Onome Ebi, Ulunma Jerome, Sarah Michael